# Хотеньчицька сільська рада
Хотеньчицька сільська рада (біл. Хаценчыцкі сельсавет) — адміністративно-територіальна одиниця в складі Вілейського району розташована в Мінській області Білорусі. Адміністративний центр — Хотеньчиці.
Хотеньчицька сільська рада розташована на межі центральної Білорусі, в північній частині Мінської області орієнтовне розташування — супутникові знимки [Архівовано 25 серпня 2011 у WebCite], на схід від Вілейки.
До складу сільради входять 62 населені пункти:
- Борсуки • Батурино • Батюжино • Бережок • Борисівщина • Бригідово • Будьки • Веретейка • Верковляни • Владики • Дворець • Дубове • Дятлівка • Жердецькі • Жуківка • Забір'я • Загоряни • Заєльники • Залісся (хутір) • Залісся • Зачорна • Карповичі • Колодливо • Кравченки • Кулеші • Ледвени • Ловцевичі • Луковець • Ляхи • Малевичі • Мордаси • Нова Гута • Новосілки • Осинівка • Пасіки-1 • Пасіки-2 • Пеньківка • Петрилово • Плещани • Пов'язинь • Погребище • Полянка • Пуйтово • Рабці • Сербіно • Скалбище • Скоберець • Соколівка • Соколиний Кут • Старинка • Старинки • Студенець • Тесни • Хотеньчиці • Храмцово • Шашоки • Шипки • Щарка • Щеківщина • Юрківляни • Ямино.